# 10590 Ragazzoni
10590 Ragazzoni eller 1996 OP2 är en asteroid i huvudbältet som upptäcktes den 24 juli 1996 av de båda italienska astronomerna Andrea Boattini och Andrea Di Paola vid Campo Imperatore-observatoriet. Den är uppkallad efter den italienska astrofysikern Roberto Ragazzoni.
Asteroiden har en diameter på ungefär 4 kilometer.